# Offene Wunde deutscher Film
Offene Wunde deutscher Film ist ein 2017 fertiggestellter essayistischer Dokumentarfilm von Dominik Graf und Johannes F. Sievert, und die Fortsetzung des ein Jahr zuvor erschienenen Dokumentarfilms Verfluchte Liebe deutscher Film. Der zweite Teil beleuchtet erneut die Geschichte des deutschen Genre-Films in Kino und Fernsehen, diesmal ab den 1960ern.

## Synopsis
Nach ihrem Filmessay Verfluchte Liebe deutscher Film blicken Dominik Graf und Johannes F. Sievert ein weiteres Mal auf außer- und ungewöhnliche deutsche Film- und Fernsehproduktionen, auf Filme, die abseits des Autorenkinos von Fassbinder, Wenders und anderen entstanden – auf Science-Fiction-Filme, Exploitation- und Actionfilme wie Abwärts mit Götz George. Der Dokumentarfilm versucht herauszufinden, warum das deutsche Kino heutzutage nur noch selten mutige Genrefilme hervorbringt.

## Produktion
Aktuelle Interviews der damaligen Filmemacher werden mit Interviews von Filmwissenschaftlern und Filmkritikern sowie mit Filmausschnitten und Fotos verwoben.
Offene Wunde deutscher Film wurde von Dominik Graf und Johannes F. Sievert geschrieben und inszeniert. Der Film wurde für den WDR und arte hergestellt und von der Film- und Medienstiftung Nordrhein-Westfalen gefördert.
Seine Uraufführung erlebte auf der Film auf der Berlinale 2017.